# 桓公 (王叔)
桓公（かんこう）は、春秋時代の王叔の君主。周朝の卿士。
周の襄王二十八年・魯の文公三年（紀元前624年）冬、晋は江の状況を周に報告した。王叔桓公と晋の陽処父は楚を討伐し、江を救った。方城山の山闕を攻め、楚の息公屈赤角（字は子朱）に会った後に帰国した。
周の定王五年・魯の宣公七年（紀元前602年）、鄭の穆公と晋は黒壌で会盟した。王叔桓公は現場で監察し、晋に和睦していない諸侯を討伐する作戦を立てた。一説では王叔桓公は王孫蘇と同一人物とされる。